# Everglow (meidengroep)
Everglow (Hangul: 에버글로우) is een Zuid-Koreaanse K-pop-meidengroep. De groep werd opgericht in 2019 in Seoel en staat onder contract bij het Chinese label Yuehua Entertainment. Everglow wordt geleid door zangeres-rapster E:U en zangeres Sihyeon. Op 18 maart 2019 verscheen hun debuut-ep Arrival of Everglow met de debuutsingle Bon bon chocolat (봉봉 쇼콜라).
Hoewel de groep sinds de oprichting onafgebroken muziek heeft uitgebracht en nooit een pauze heeft aangekondigd, wordt er bij het uitbrengen van nieuw werk toch steeds van een comeback gesproken. Dit is gebruikelijk in K-pop.

## Geschiedenis
Op 17 februari 2019 werd de oprichting van de meidengroep aangekondigd door Yuehua Entertainment. De leden waren die maand te zien in de YouTube-videoserie Crank in film van Stone Music Entertainment. Sihyeon genoot al enige bekendheid vanwege haar deelname aan de talentenshow Produce 101 waarna ze tekende bij Yuehua en deelnam aan Produce 48. De overige leden zijn Aisha, E:U, Mia, Onda en de in China geboren Yiren die ook aan Produce 48 deelnam. Onda nam eveneens - onder haar eigen naam - eerder al deel aan een talentenshow. Op 18 maart 2019 verscheen het minialbum Arrival of Everglow en werd de debuutsingle Bon bon chocolat uitgebracht. Op 19 augustus volgden het tweede minialbum Hush en de single Adios. In 2020 werden twee ep's uitgebracht. Van Reminiscence is de single Dun dun afkomstig. De ep -77.82X-78.29 bevat La di da dat door Billboard werd uitgeroepen tot het beste K-pop-nummer van 2020.
In 2020 toerde Everglow door de Verenigde Staten. Een van de vijf concerten moest worden afgezegd vanwege de coronapandemie. In december werden Sihyeon en Yiren positief getest op COVID-19.

## Discografie

### Ep's
- Reminiscence, 2020
- -77.82X-78.29, 2020

### Minialbums
- Arrival of Everglow, 2019
- Hush, 2019